# Space Zombie Bingo!!!
Space Zombie Bingo!!! ist ein Science-Fiction-Film aus dem Jahr 1993, der vom Studio Troma Entertainment vertrieben wird.
Die Benutzerwertung in der Internet Movie Database kommt auf einen Durchschnittswert von nur 2,5.

## Handlung
Außerirdische Zombies landen auf der Erde. Dort töten sie Menschen und exhumieren die Toten. Zunächst werden verschiedene, jeweils scheiternde Versuche unternommen, um die Invasion zurückzuschlagen durch einen Gegenangriff auf den Heimatplanet der Zombies, durch Nuklearschläge auf die größten Städte der Erde oder durch das Stürzenlassen der Erde in die Sonne. Als dies nicht zum Ziel führt, kommt schließlich eine Geheimwaffe zum Einsatz.

## Produktionstechnik
Der Film wurde mit sehr niedrigem Budget produziert und verwendet bewusst filmtechnische Mittel, die im Produktionsjahr bereits seit langem überholt sind. So tragen die außerirdischen Zombies Schwimmflossen und Schweißerbrillen, an denen Kugel mit Drähten befestigt sind, die an Fühler von Insekten erinnern.